# 和田光史
和田 光史（わだ こうじ、1928年11月7日 - ）は、日本の土壌学者。第19代九州大学総長。九州大学名誉教授。日本学士院会員。火山灰土壌を研究し、その理化学的な性質、生成過程、生産性などの解明・向上に貢献した。

## 経歴
東京府に生まれる。福岡県立修猷館高等学校を経て、1951年、九州大学農学部農芸化学科を卒業して同大学院に進み、1953年9月、助手、1954年3月、助教授を経て、ウィスコンシン大学に留学後、1975年7月、九州大学農学部教授に就任する。1987年7月、九州大学農学部長、1991年11月、第19代九州大学学長に就任し、その後同大学に「総長」職が復活して総長となった。
初期の研究であるカオリン鉱物の層間複合体の形成に関する研究は、今でも世界的に高く評価されている。食料増産のための原野開拓事業の基礎として行った、黒ボク土壌（火山灰土壌）の調査は、アロフエン及びイモゴライトに関する研究へと発展し、1960年3月、「アロフエン及びハロイサイトのイオン吸着」にて学位を取得、1961年4月、「アロフエン及びハロイサイトのイオン吸着置換」により日本土壌肥料学会賞、1981年4月、「黒ボク土の鉱物化学的研究」により日本農学賞および読売農学賞、1997年6月、アメリカ粘土鉱物学会粘土科学パイオニア賞、2000年6月、「火山灰土壌の粘土鉱物の解析とその農業生産性に関する研究」により、日本学士院賞を受賞する。2000年12月、日本学士院会員に選定される。
1985年、日本粘土学会会長、1988年4月、日本土壌肥料学会会長、1990年9月、国際粘土研究連合副会長を歴任する。
1995年11月、九州大学総長を退任、2000年4月、長崎国際大学初代学長に就任。2003年11月、瑞宝大綬章を受章。